# Morral del Puig
El Morral del Puig és una muntanya de 855 metres que es troba al municipi de Gallifa, a la comarca del Vallès Occidental.